# Дворец Манук-Бея
Дворец Манук-Бея — здание, построенное в 1817 году архитектором Бернардацци по заказу Манук-бея Мирзояна — армянина по происхождению, турецкого дипломата и русского разведчика по совместительству, однако пожить в роскоши дворца Манук-бей не успел, потому что погиб 20 июня 1817 года.

## Описание
Данное строение находится в городе Хынчешть, в центральной части Молдавии. Оно входит в состав Усадьбы Манук-Бея, которая кроме Дворца Манук-Бея, состоит также и из Охотничьего замка, Библиотеки и жилища для слуг. Дворец находится в южной части города и расположен на северном склоне холма, на окраине парка. От главного входа у подножья холма, к дворцу сквозь парк ведёт аллея. Из-за наклонности рельефа, с вершины холма видны только два этажа, а с подножья — три. Дворец выполнен в духе французского классицизма, с широкими проёмами окон и лоджий. На террасе, в толще стен были выдолбленны ниши украшенные красивыми фресками, куда помещались статуи. Усадьба была окружена крепостными стенами.
Потолки дворца расписывал другой известный армянин — Иван Айвазовский, однако на данный момент от росписи не осталось и следа.
Данный дворец имеет большое историческое значение и был включён в список национальных достояний Молдавии. В данный момент состояние здания — удовлетворительное. Последняя реставрация имела место в 2015 году.

## История
Во времена наследников Манук-бея усадьба восхищала роскошью. Там были фонтаны, и был небольшой пруд, уже исчезнувший. Все строения усадьбы соединялись с дворцом стеклянными галереями.
По окончании Второй мировой войны дворец был в спешном порядке реконструирован и приспособлен под техникум, а в конце 50-х годов XX века по приказу начальства были разрушены крепостные стены.
После землетрясения 1986 года здание признали аварийным, техникуму в 1991 году предоставили новое помещение — недалеко от старого дворца. В 1993 году дворцу придали статус архитектурного памятника однако никаких реконструкции с тех пор не было произведено.

## Подземные ходы
Ходят слухи, что под галереями были и подземные ходы.

О подземных ходах от флигелей к дворцу точно не известно, но два больших подземных хода, — сказал Валериу Влас, — действительно есть. Один — покороче, заканчивается у большого пруда, чуть ниже усадьбы. Неизвестно, был ли этот пруд во времена Манук-бея, но подземный ход выходит прямо к нему.

Другой подземный ход тянется через весь город, и проходит под Домом культуры. Восстановить полностью подземные галереи вряд ли удастся. Они пришлись кстати жителям города Хынчешты. Многие специально докапывались до Манук-беевских подземелий, чтобы устроить здесь погреба, но все-таки небольшие отрезки подземных ходов восстановят — для экскурсантов.

## Реконструкция
Дворец, который издали выглядит величественно, вблизи производит удручающее впечатление. Штукатурка обсыпалась, в некоторых местах сквозные трещины — от фундамента до карниза.

Обратив внимание на интерес к архитектурному наследию Манук-бея в соседней Румынии, правительство Молдовы издало постановление № 1131, по которому бывший дворец передаётся с баланса строительного техникума на баланс местной примэрии. Более того, в нём и на прилегающей территории — всего 3,21 гектара, будет создан музейный комплекс «Усадьба Манук-бея».

### Проблемы
О реставрации усадьбы Манук Бея заговорили в 2006 году и срочно стали собирать средства. Затем премьер Молдовы Тарлев обратился к Армянской общине за финансовым содействием. Средств, которыми располагают в Минкультуры, хватает только на проектирование.
13 декабря 2015 состоялось официальное открытие отреставрированной усадьбы Манук-Бея в Хынчештах.